# Касперівсько-Городоцький іхтіологічний заказник
Ка́сперівсько-Городо́цький зака́зник — іхтіологічний заказник місцевого значення в Україні. Розташований у Заліщицькій міській громаді Чортківського районуТернопільської області, в межах річки Серет — від Касперівської ГЕС до її гирла.
Площа — 35 га. Створений відповідно до рішення виконкому Тернопільської облради від 19 листопада 1984 року, № 320. Перебуває у віданні Заліщицької міської громади (раніше Кулаківської (12,7 га), Дунівської (7,1 га), Касперівської (9,7 га) та Городоцької (5,5 га) сільських рад).
Під охороною — ділянка Серету як місце проживання та відтворення вирезуба, занесеного до Червоної книги України.
Входить до складу національного природного парку «Дністровський каньйон».